# 訛里朶
訛里朶（オリド、寿昌2年（1096年） - 天会13年5月11日（1135年6月24日））は、金の皇族。漢名は宗輔、後に宗堯。初代皇帝の太祖阿骨打（アクダ）の五男。

## 経歴

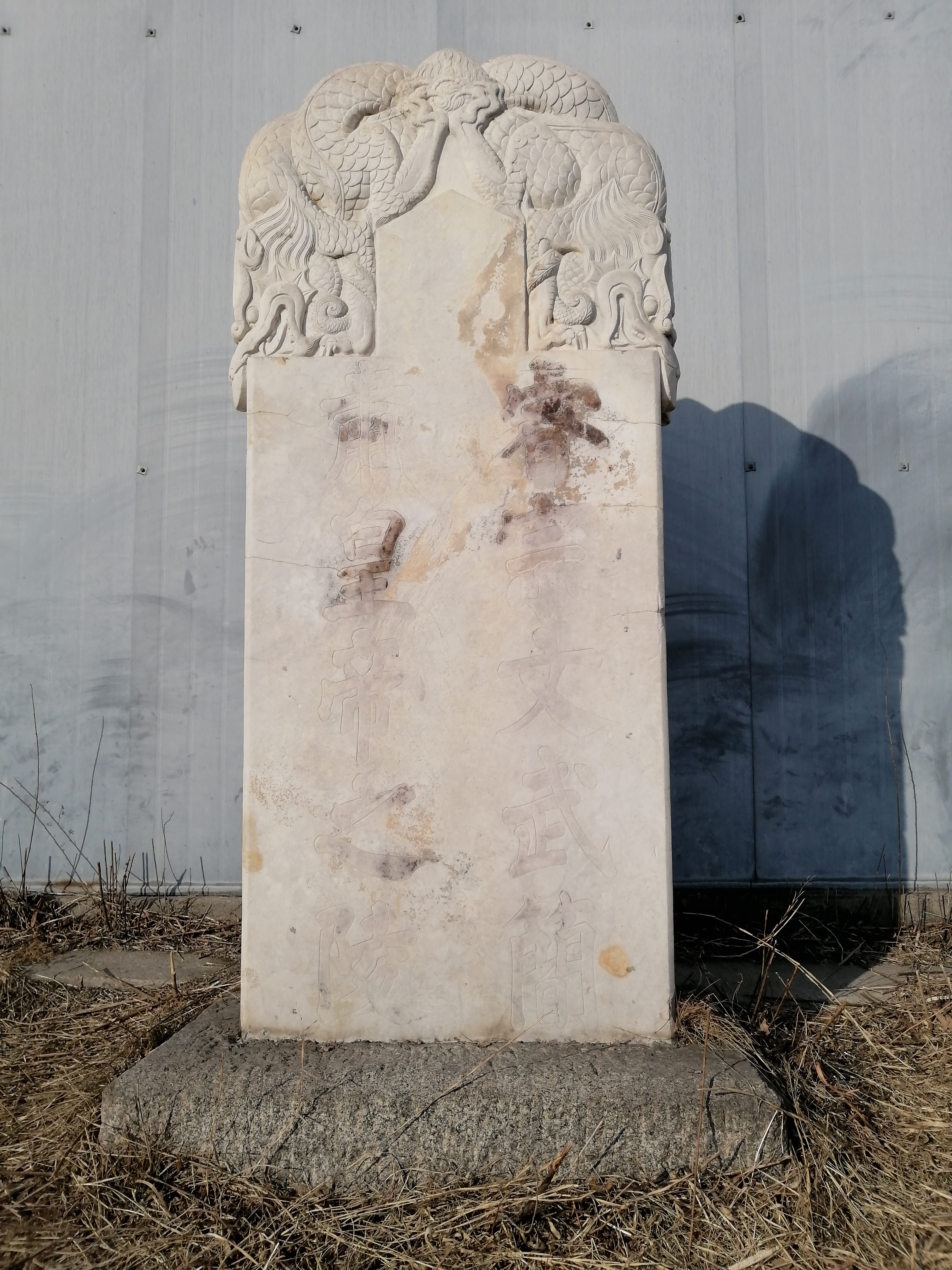
景陵の墓石

妃の僕散氏（宣献皇后）の子として生まれた。『金史』によると、威風凛々とした容貌の持ち主で、寛大で包容力があった。また、家臣たちに対して、恩顧を恵むような政務を行い人望が厚かった。
天会13年（1135年）に南宋へ討伐に赴いた時に、病を得て41歳で逝去した。訛里朶の死の報を聞いた家臣で泣かぬ者はなかったという。
後に長男の葛王烏禄（ウル）が暴君であった従兄の迪古乃（テクナイ、海陵王）を廃して第5代皇帝世宗として即位すると、亡父に対して睿宗の廟号と立徳顕仁啓聖広運文武簡粛皇帝の諡号を贈り、大房山に丁重に葬って「景陵」と名付けた。

## 宗室

### 妻妾
- 正室：欽慈皇后（蒲察氏、女真人）
- 側室：貞懿皇后（李氏、渤海人）、高巧姝（靖康の変の捕虜）

### 子女
- 葛王 烏禄（世宗）
- 斉王 吾里補
- 楚国公主
- 冀国公主

その他多数